# Manziana
Manziana és un comune (municipi) de la ciutat metropolitana de Roma, a la regió italiana del Laci, situat uns 40 km al nord-oest de Roma. L'1 de gener de 2018 tenia 7.737 habitants.
Manziana limita amb els municipis de Bracciano, Canale Monterano, Oriolo Romano i Tolfa.